# Paulo Evaristo Arns

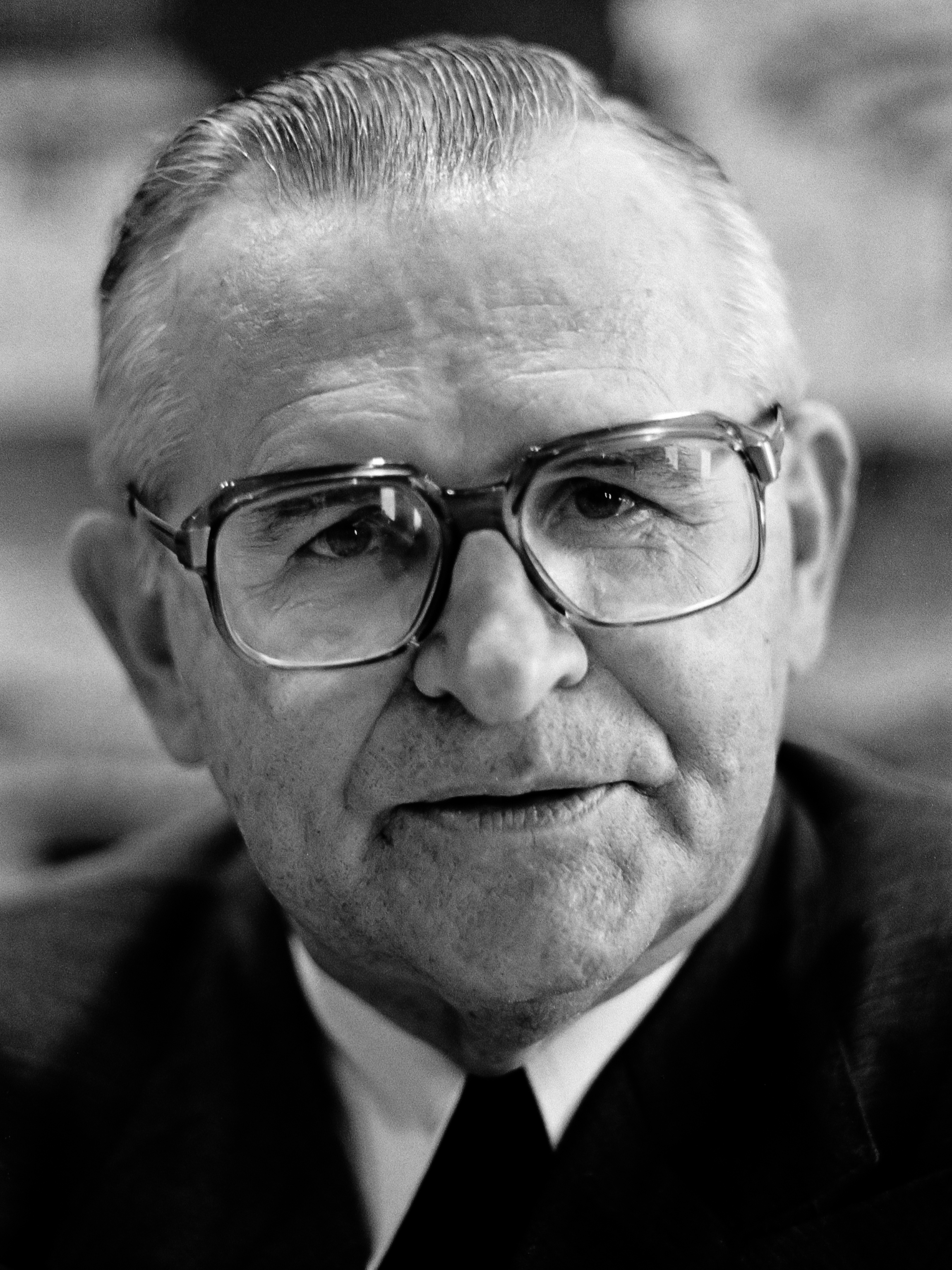
Paulo Evaristo Kardinal Arns (Mai 1982)

Wappen von Paulo Evaristo Kardinal Arns

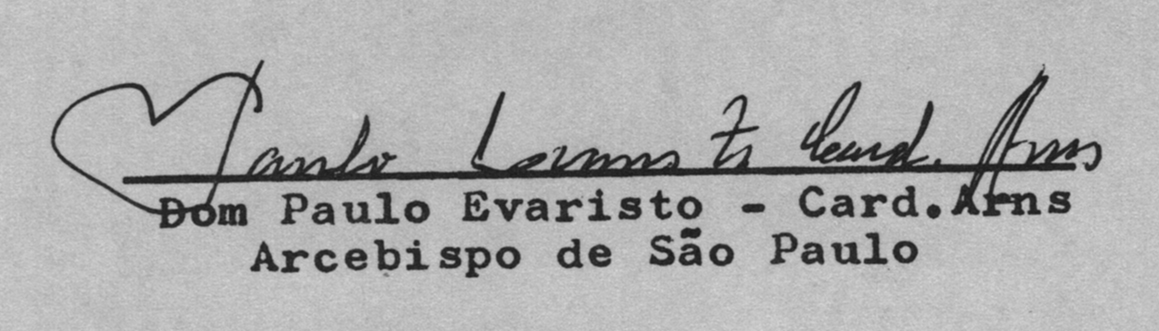
Signatur des Kardinals

Paulo Evaristo Kardinal Arns OFM [ˈpawlu evaˈɾistu ˈaɾns] (* 14. September 1921 in Forquilhinha, Santa Catarina, Brasilien; † 14. Dezember 2016 in São Paulo) war Kardinalprotopriester und Erzbischof von São Paulo.

## Leben
Paulo Evaristo Arns wurde als fünftes von dreizehn Kindern einer deutschbrasilianischen Familie geboren, die aus dem Moselgebiet ins Land kam. Sein Vater war Gabriel Arns (1890–1965) und seine Mutter Helene Steiner (1894–1974). Drei seiner Schwestern sind Ordensschwestern, ein Bruder ist ebenfalls Mitglied des Franziskanerordens; seine Schwester Zilda Arns war Präsidentin der Pastoral da Criança, der Kinderpastoral der katholischen Kirche in Brasilien. Er war der Onkel von Kardinal Leonardo Ulrich Steiner, Erzbischof von Manaus.

### Studium und Priester
Paulo Evaristo Arns studierte von 1941 bis 1943 Philosophie in Curitiba und von 1944 bis 1947 Theologie an der Katholischen Universität Petrópolis.
Am 10. Dezember 1943 trat Arns im Alter von 22 Jahren in den Franziskanerorden ein und empfing am 30. November 1945 durch Dom José Pereira Alves, Erzbischof von Niterói, das Sakrament der Priesterweihe. Er arbeitete in Petrópolis und lehrte gleichzeitig Theologie an der Katholischen Universität Petrópolis. 1950 folgten Studien in Literatur, Latein, Griechisch und Alter Geschichte an der Sorbonne in Paris, bevor er wieder nach Petrópolis zurückkehrte.

### Bischof und Kardinal
Am 2. Mai 1966 wurde Arns zum Titularbischof von Respecta und zum Weihbischof im Erzbistum São Paulo ernannt. Die Bischofsweihe spendete ihm Agnelo Kardinal Rossi am 3. Juli desselben Jahres. Mitkonsekratoren waren Anselmo Pietrulla OFM, Bischof von Tubarão, und Honorato Piazera SCJ, Titularbischof von Castellum Iabar und Koadjutorbischof von Lages. Als Wahlspruch wählte er Ex spe in spem (lat. „Aus Hoffnung in Hoffnung“, „Aus Hoffnung hoffend“) (Röm 4,18 ).
Am 22. Oktober 1970 wurde er zum Erzbischof von São Paulo ernannt. Während des Konsistoriums vom 5. März 1973 nahm ihn Papst Paul VI. als Kardinalpriester mit der Titelkirche Sant’Antonio da Padova in Via Tuscolana in das Kardinalskollegium auf.
Zu Beginn seiner Amtszeit als Erzbischof von São Paulo verkaufte er das Bischofspalais und verwendete den Verkaufserlös zum Aufbau einer Sozialstation in den Favelas. Paulo Evaristo Arns gilt als Verfechter der Befreiungstheologie und wurde als Gegner der Militärdiktatur einer der populärsten Kirchenmänner Brasiliens. So leitete er Ende der 1970er-Jahre das Untersuchungsprojekt Tortura Nunca Mais („Nie wieder Folter“). Er wurde von den sogenannten „Todeskommandos“ der jeweiligen Machthaber bedroht, arbeitete jedoch weiter.
Kardinal Arns war während der Militärdiktatur Kanzler der Päpstlichen Katholischen Universität São Paulo. Er tat sich dort besonders hervor, indem er Professoren zuließ, die ihre Professuren an staatlichen Universitäten aus ideologischen Gründen verloren hatten.

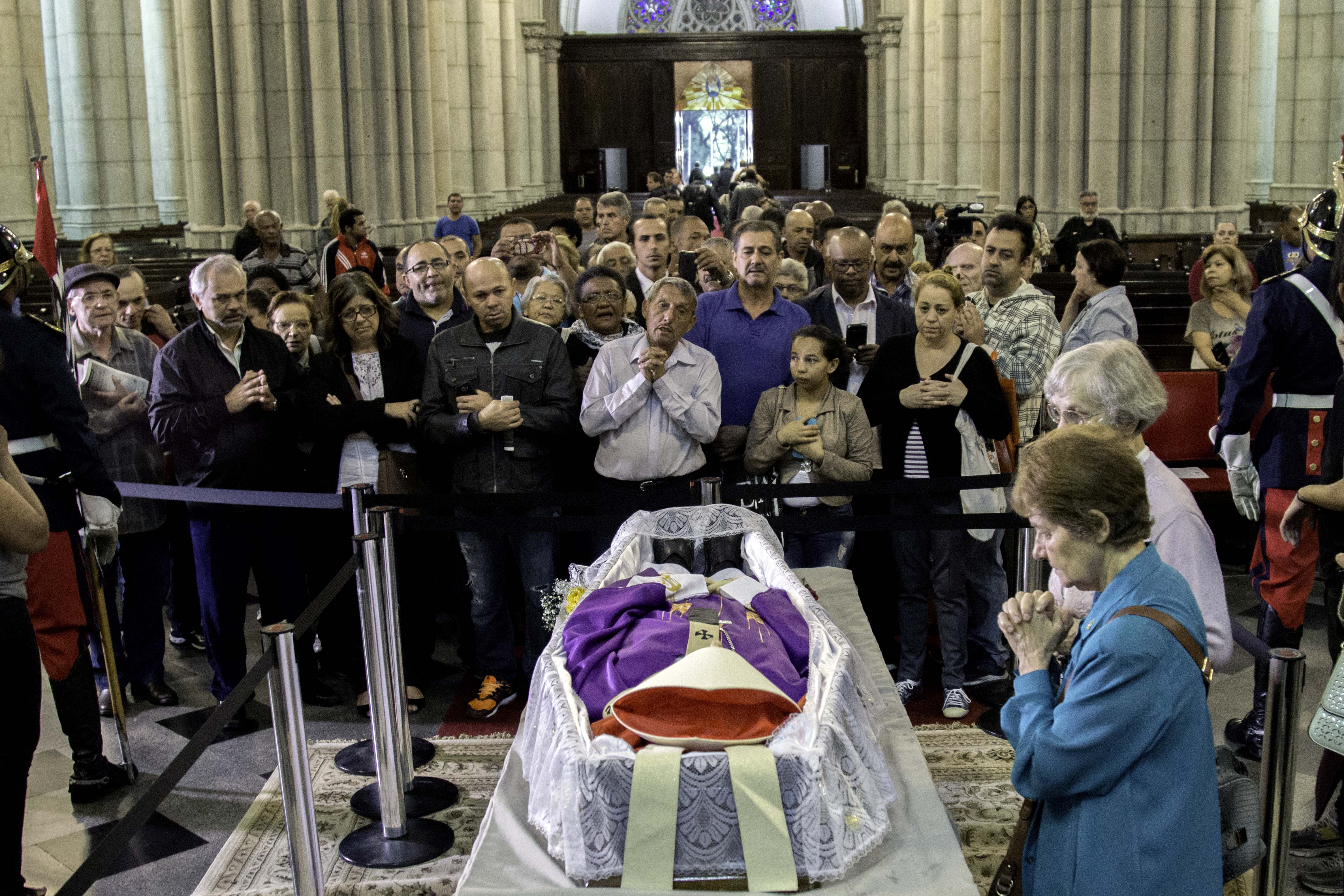
Aufbahrung von Paulo Evaristo Arns in der Catedral da Sé in São Paulo, 14. Dezember 2016

Im Alter von fast 77 Jahren ging er am 15. April 1998 in den Ruhestand, nachdem er bereits im Jahr 1996 zu seinem 75. Geburtstag bei Papst Johannes Paul II. das im Kirchenrecht vorgesehene Rücktrittsgesuch eingereicht hatte. Am Konklave 2005 nach dem Tod von Papst Johannes Paul II. sowie am Konklave 2013 nahm er nicht mehr teil, da er die Altersgrenze von 80 Jahren bereits überschritten hatte.
Seit dem Tod von Eugênio de Araújo Sales im Juli 2012 war Arns dienstältester Kardinalpriester und damit Kardinalprotopriester. Neben dem früheren Kardinal und Papst Benedikt XVI. war er außerdem der letzte lebende Kardinal, der noch von Paul VI. kreiert wurde. Er lebte zuletzt in einem Franziskanerkonvent in Taboão da Serra und mied die Öffentlichkeit größtenteils.
Arns wurde im Dezember 2016 wegen einer Lungenentzündung ins Krankenhaus eingeliefert und starb am Morgen des 14. Dezember. Sein Grab befindet sich in der Krypta der Kathedrale von São Paulo.

## Ehrungen

### Auszeichnungen
- 1985 Nansen-Flüchtlingspreis
- 1989 Prêmio Juca Pato
- 1994 Niwano-Friedenspreis

### Ehrendoktorwürden
- 1983: Katholisch-Theologische Fakultät der Universität Münster
- 1993: Katholische Universität Nimwegen, Niederlande
- 1998: Pontifícia Universidade Católica de Goiás, Brasilien
- 2002: Universia Brasil

## Bibliografie
Kardinal Arns schrieb 49 Bücher. Schwerpunkte waren das Verkündigungsamt in Großstädten und die Literatur der Urgemeinde. Daneben schrieb er hunderte Artikel für Zeitungen, bei denen er vor seinem Episkopat Redakteur war.

## Filmdokumentationen
- Dom Paulo oder Die Liebe zu den Armen. Ein Porträt über Kardinal Arns – Erzbischof von São Paulo. Deutscher Fernsehdokumentarfilm von Michael Albus, ZDF 1986, ca. 35 Minuten